# 400 mètres nage libre féminin aux Jeux olympiques d'été de 2024
Cet article traite de l'épreuve féminine. Pour la compétition masculine, voir 400 mètres nage libre masculin aux Jeux olympiques d'été de 2024.
Navigation
Tokyo 2020 Los Angeles 2028
Le 400 mètres nage libre féminin est une épreuve de natation des Jeux olympiques d'été de 2024 qui a lieu le 27 juillet 2024 à la Paris La Défense Arena. 

## Médaillées
| Or                   | Or            | Argent                | Argent        | Bronze              | Bronze       |
| Ariarne Titmus (AUS) | 3 min 57 s 49 | Summer McIntosh (CAN) | 3 min 58 s 37 | Katie Ledecky (USA) | 4 min 0 s 86 |

## Records
Avant cette compétition, les records dans cette discipline étaient :
| Record du monde  | 3:55.38 | Ariarne Titmus (AUS) | 23 juillet 2023 | Fukuoka, Japon         |
| Record olympique | 3:56.46 | Katie Ledecky (USA)  | 28 juillet 2016 | Rio de Janeiro, Brésil |

## Calendrier
| Date              | Horaire | Manche |
| ----------------- | ------- | ------ |
| Samedi 27 juillet | 11 h 00 | Séries |
| Samedi 27 juillet | 20 h 30 | Finale |

## Résultats détaillés
Les huit meilleurs temps se qualifient pour la finale (F).
| Rang | Série | Ligne | Athlète                  | Pays                        | Temps         | Remarque |
| ---- | ----- | ----- | ------------------------ | --------------------------- | ------------- | -------- |
| 1    | 3     | 5     | Katie Ledecky            | États-Unis                  | 4 min 02 s 19 | F        |
| 2    | 3     | 4     | Ariarne Titmus           | Australie                   | 4 min 02 s 46 | F        |
| 3    | 2     | 5     | Erika Fairweather        | Nouvelle-Zélande            | 4 min 02 s 55 | F        |
| 4    | 2     | 4     | Summer McIntosh          | Canada                      | 4 min 02 s 65 | F        |
| 5    | 2     | 2     | Jamie Perkins            | Australie                   | 4 min 03 s 30 | F        |
| 6    | 2     | 3     | Paige Madden             | États-Unis                  | 4 min 03 s 34 | F        |
| 7    | 2     | 6     | Maria Fernanda Costa     | Brésil                      | 4 min 03 s 47 | F        |
| 8    | 3     | 6     | Isabel Marie Gose        | Allemagne                   | 4 min 03 s 83 | F        |
| 9    | 3     | 3     | Li Bingjie               | Chine                       | 4 min 03 s 96 |          |
| 10   | 3     | 7     | Liu Yaxin                | Chine                       | 4 min 04 s 39 |          |
| 11   | 3     | 1     | Waka Kobori              | Japon                       | 4 min 08 s 02 |          |
| 12   | 2     | 1     | Valentine Dumont         | Belgique                    | 4 min 08 s 25 |          |
| 13   | 3     | 8     | Ajna Késely              | Hongrie                     | 4 min 08 s 90 |          |
| 14   | 1     | 4     | Leonie Martens           | Allemagne                   | 4 min 09 s 62 |          |
| 15   | 2     | 8     | Anastasiia Kirpichnikova | France                      | 4 min 10 s 32 |          |
| 16   | 3     | 2     | Gabrielle Roncatto       | Brésil                      | 4 min 10 s 46 |          |
| 17   | 2     | 7     | Eve Thomas               | Nouvelle-Zélande            | 4 min 11 s 86 |          |
| 18   | 1     | 5     | Agostina Hein            | Argentine                   | 4 min 14 s 24 |          |
| 19   | 1     | 6     | Anastasiya Zelinskaya    | Ouzbékistan                 | 4 min 31 s 71 |          |
| 20   | 1     | 2     | Natalia Jean Kuipers     | Îles Vierges des États-Unis | 4 min 33 s 46 |          |
| 21   | 1     | 3     | Karin Belbeisi           | Jordanie                    | 4 min 37 s 30 |          |

| Rang                                | Ligne | Athlète              | Pays             | Temps         | Remarque |
| ----------------------------------- | ----- | -------------------- | ---------------- | ------------- | -------- |
| Médaille d'or, Jeux olympiques      | 5     | Ariarne Titmus       | Australie        | 3 min 57 s 49 |          |
| Médaille d'argent, Jeux olympiques  | 6     | Summer McIntosh      | Canada           | 3 min 58 s 37 |          |
| Médaille de bronze, Jeux olympiques | 4     | Katie Ledecky        | États-Unis       | 4 min 0 s 86  |          |
| 4                                   | 3     | Erika Fairweather    | Nouvelle-Zélande | 4 min 1 s 12  |          |
| 5                                   | 8     | Isabel Marie Gose    | Allemagne        | 4 min 2 s 14  | NR       |
| 6                                   | 7     | Paige Madden         | États-Unis       | 4 min 2 s 26  |          |
| 7                                   | 1     | Maria Fernanda Costa | Brésil           | 4 min 3 s 53  |          |
| 8                                   | 2     | Jamie Perkins        | Australie        | 4 min 4 s 96  |          |